# Tympanota
Tympanota là một chi bướm đêm thuộc họ Geometridae.